# Xã Bathgate, Quận Pembina, Bắc Dakota
Xã Bathgate (tiếng Anh: Bathgate Township) là một xã thuộc quận Pembina, tiểu bang Bắc Dakota, Hoa Kỳ. Năm 2010, dân số của xã này là 72 người.